# Goltzové z Goltze
Goltzové z Goltze (též Golzové, německy Goltz von der Goltz, počeštěně Golčové) byl šlechtický rod původně z Pruska, který se psal podle polského města Gołcewo.

## Historie rodu

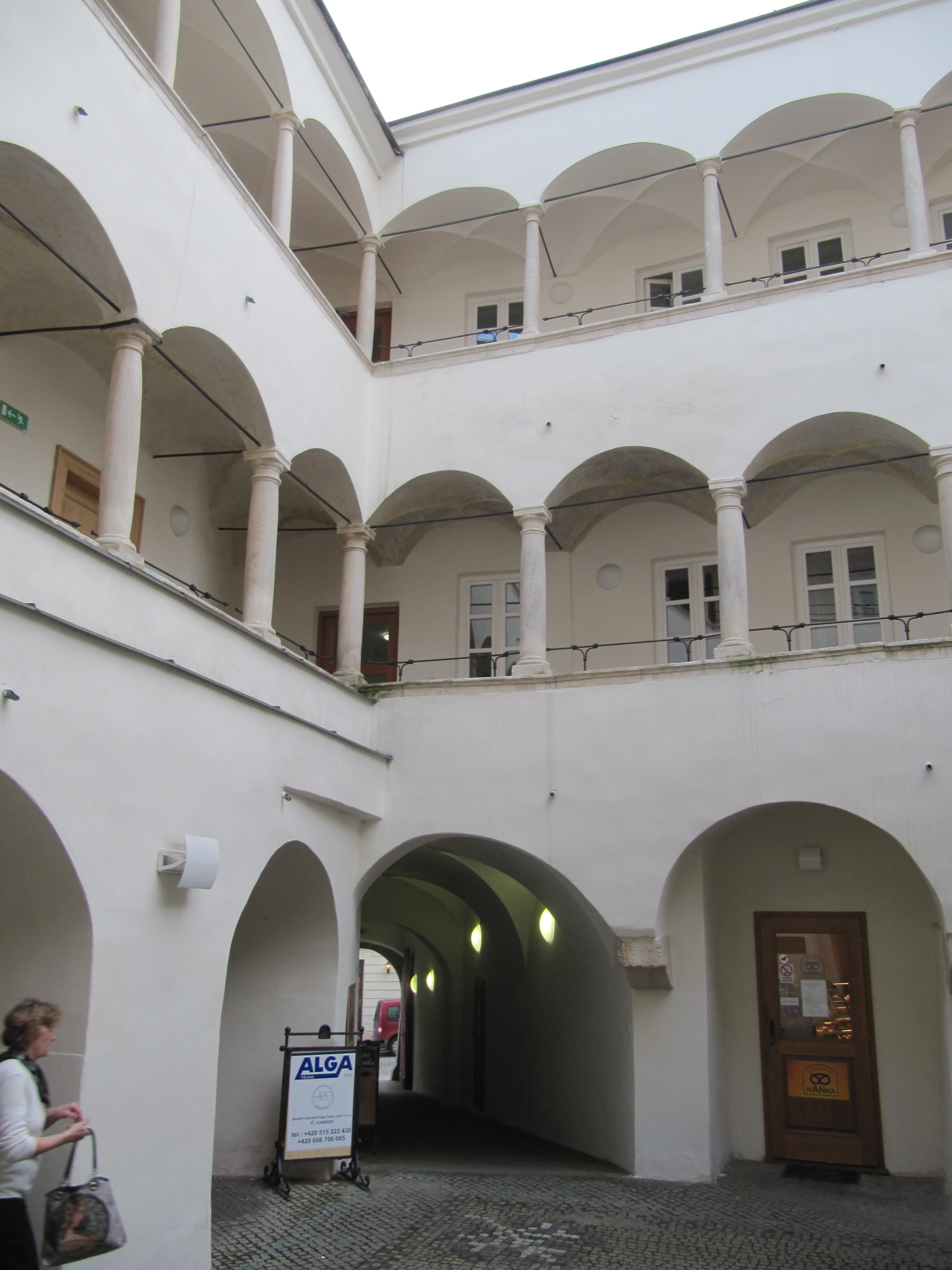
Renesanční palác Golčů ve Znojmě, dnes městská radnice

Podle některých pramenů rod původně pocházel z Polska, čemuž by odpovídalo i rodové jméno. Ve 13. století pak žil v Pomořansku, součásti Pruska. Rod se komplikovaně dělil na různé rodové linie a větve, většina z nich žila na území Německa. 
První v Čechách usazený příslušník rodu byl voják Martin Maxmilián svobodný pán z Goltze († 1653),  generální vachmistr císařské jízdy i pěchoty, jemuž císař Ferdinand II. dne 16.7. 1636 za jeho válečné služby a pohledávky dal připsal staré Trčkovské statky, dvojí Jeníkov, to jest Golčův i Větrný, Podmokly (Podmockh) a Žandov (Sandaw) s příslušenstvím, ležící v Českém království.
Wuhrovská větev rodu, která pronikla do českých zemí, byla povýšena do rytířského stavu v roce 1660, do panského stavu v roce 1724 a v roce 1731 pak do hraběcího stavu. Mezi jejich panství patřil například Chodov nebo Kunratice. V roce 1792 (1822) tato větev rodu v mužské linii vymřela.
Větev žijící v Golčově Jeníkově vymřela již kolem roku 1650.

## Členové rodu

### Wuhrovská větev[5]
- rytíř Jan z Goltzů († 1686[5]) – císařský apelační rada a tajný sekretář ve dvorské kanceláři[4], v roce 1661 získal do majetku Mašťov[6]
  - ∞ Kateřina Vrochyňová z Reptu (bezdětná)
  - ∞ Dorota Vysušilová, jejich děti: 
    - Jan Karel († 1695[5]) – císařský rada, zemský soudce, purkrabí Pražského hradu, hejtman Malé Strany[4]
      - ∞ Mechtilda z Fürthu, jejich děti:
        - Zuzana Adléta
          - ∞ Ferdinand Antonín Mladota ze Solopisk (asi 1652 – 17. říjen 1726, Soutice)

        - Jan František (1676 – 1752)
        - Václav Antonín (1678 – 1726)
          - ∞ Kateřina Franchimontová z Frankenfeldu, jejich děti
            - Anna Antonie († 1769)
              - ∞ Jan Josef Wiežnik z Wiežnik (1705 – 1757 Praha)
              - ∞ Ferdinan Joachym von Rumerskirch

            - Jan František (1717 – 1740) – říšským svobodným pánem[4]
              - ∞ Marie Anna Robmhápová ze Suché († 1782)
                - Jan Nepomuk (František) (1739 - 1822) – od roku 1766 říšský hrabě[4], jím Wuhrovská větev Goltzů vymřela[5]
                  - ∞ Marie Viktorie Deymová ze Stříteže († 1822)

                - Arnošt Jan (1740 - 30. prosinec 1792) – od roku 1766 říšský hrabě[4]
                  - ∞ Marie Josefa z Goltze (1742 – 1802) – dcera Jana Arnošta z Goltze a Anny Marie Stařimské z Libštejna (viz níže)

        - Helena Mechtilda (1681 – po 1713)
          - ∞ František Josef Mladota ze Solopisk († 1743 Praha)

        - Josef Ferdinand (1684 – 1735)
        - Barbora Františka (1686 – 1755)
          - ∞ Antonín Josef Mladota ze Solopisk († před 31. prosinec 1748)

    - Zuzana Helena († 1720[5]) 
      - ∞ Anton von Bedarides
      - ∞ Adam Wilhelm von Schellard
      - ∞ Václav Vrochyně z Reptu
      - ∞ Bohuslav Malovec z Malovic

    - Dorota Kateřina († 1683[5])
      - ∞ František z Frankenheimu

    - Jan Arnošt († 1680[5]) 
      - ∞ Anna Franziska von Zobel, jejich děti: 
        - Jan Arnošt († 1765) – císařský rada, svobodný pán povýšený roku 1731 do hraběcího stavu[7]
          - ∞ Terezie Hartig
          - ∞ Anna Marie Stařimská z Libštejna, jejich děti:
            - Marie Josefa (1742 – 1802)
              - 1766 zasnoubena s bratrancem Karlem hrabětem z Goltze[8]
              - ∞ Arnošt Jan z Goltze (1740 – 30. prosinec 1792) – syn Jana Františka z Goltze a Marie Anny Robmhápové ze Suché (viz výše), v roce 1792 se zastřelil[5]

            - Marie Anna (1746 – 16. prosinec 1789)
              - ∞ (1766) Antonín Jan Václav Vratislav z Mitrovic (27. květen 1727 - 20. květen 1808)

        - Jan Václav († 1698)

### Wuhrovská větev - rodokmen
|                                           |                                           |                                           |                                           |                                           |                                           |                                          |                                          |                                          |                                          |                             |                             |                                           |                                           |                                           |                                           |                                                     |                                                     |                                                     |                                                     | | | | | | |                                                          |                                                          | Jan Goltz z Goltze († 1686) ∞ Kateřina Vrochyňová (bezdět.) ∞ Dorota Vysušilová |                                                          |  |  |                               |                               |                               |                               |                                                     |                                                     |                                                     |                                                     |                                                         |                                                         |                                                         |                                                         |                                                         |                                                         |                                               |                                               |                                                                          |                                                                          |                                                                          |                                                                          |                                                                            |                                                                            |                                                                            |                                                                            |                                                                            |                                                                            |                     |                     |                     |                     |  |  |
|                                           |                                           |                                           |                                           |                                           |                                           |                                          |                                          |                                          |                                          |                             |                             |                                           |                                           |                                           |                                           |                                                     |                                                     |                                                     |                                                     | | | | | | |                                                          |                                                          |                                                                                 |                                                          |  |  |                               |                               |                               |                               |                                                     |                                                     |                                                     |                                                     |                                                         |                                                         |                                                         |                                                         |                                                         |                                                         |                                               |                                               |                                                                          |                                                                          |                                                                          |                                                                          |                                                                            |                                                                            |                                                                            |                                                                            |                                                                            |                                                                            |                     |                     |                     |                     |  |  |
|                                           |                                           |                                           |                                           |                                           |                                           |                                          |                                          |                                          |                                          |                             |                             |                                           |                                           |                                           |                                           |                                                     |                                                     |                                                     |                                                     | | | | | | |                                                          |                                                          |                                                                                 |                                                          |  |  |                               |                               |                               |                               |                                                     |                                                     |                                                     |                                                     |                                                         |                                                         |                                                         |                                                         |                                                         |                                                         |                                               |                                               |                                                                          |                                                                          |                                                                          |                                                                          |                                                                            |                                                                            |                                                                            |                                                                            |                                                                            |                                                                            |                     |                     |                     |                     |  |  |
|                                           |                                           |                                           |                                           |                                           |                                           |                                          |                                          |                                          |                                          |                             |                             |                                           |                                           |                                           |                                           |                                                     |                                                     |                                                     |                                                     | | | | | | |                                                          |                                                          |                                                                                 |                                                          |  |  |                               |                               |                               |                               |                                                     |                                                     |                                                     |                                                     |                                                         |                                                         |                                                         |                                                         |                                                         |                                                         |                                               |                                               |                                                                          |                                                                          |                                                                          |                                                                          |                                                                            |                                                                            |                                                                            |                                                                            |                                                                            |                                                                            |                     |                     |                     |                     |  |  |
|                                           |                                           |                                           |                                           | Jan Karel († 1695) ∞ Mechtilda von Fürth  | Jan Karel († 1695) ∞ Mechtilda von Fürth  | Jan Karel († 1695) ∞ Mechtilda von Fürth | Jan Karel († 1695) ∞ Mechtilda von Fürth | Jan Karel († 1695) ∞ Mechtilda von Fürth | Jan Karel († 1695) ∞ Mechtilda von Fürth |                             |                             |                                           |                                           |                                           |                                           |                                                     |                                                     |                                                     |                                                     | Zuzana Helena († 1720) ∞ Anton von Bedarides ∞ Adam von Schellard ∞ Václav Vrochyně ∞ Bohuslav Malovec | Zuzana Helena († 1720) ∞ Anton von Bedarides ∞ Adam von Schellard ∞ Václav Vrochyně ∞ Bohuslav Malovec | Zuzana Helena († 1720) ∞ Anton von Bedarides ∞ Adam von Schellard ∞ Václav Vrochyně ∞ Bohuslav Malovec | Zuzana Helena († 1720) ∞ Anton von Bedarides ∞ Adam von Schellard ∞ Václav Vrochyně ∞ Bohuslav Malovec | Zuzana Helena († 1720) ∞ Anton von Bedarides ∞ Adam von Schellard ∞ Václav Vrochyně ∞ Bohuslav Malovec | Zuzana Helena († 1720) ∞ Anton von Bedarides ∞ Adam von Schellard ∞ Václav Vrochyně ∞ Bohuslav Malovec |                                                          |                                                          |                                                                                 |                                                          |  |  |                               |                               |                               |                               | Dorota Kateřina († 1683) ∞ František z Frankenheimu | Dorota Kateřina († 1683) ∞ František z Frankenheimu | Dorota Kateřina († 1683) ∞ František z Frankenheimu | Dorota Kateřina († 1683) ∞ František z Frankenheimu | Dorota Kateřina († 1683) ∞ František z Frankenheimu     | Dorota Kateřina († 1683) ∞ František z Frankenheimu     |                                                         |                                                         |                                                         |                                                         |                                               |                                               |                                                                          |                                                                          |                                                                          |                                                                          | Jan Arnošt († 1680) ∞ Anna Františka von Zobel                             | Jan Arnošt († 1680) ∞ Anna Františka von Zobel                             | Jan Arnošt († 1680) ∞ Anna Františka von Zobel                             | Jan Arnošt († 1680) ∞ Anna Františka von Zobel                             | Jan Arnošt († 1680) ∞ Anna Františka von Zobel                             | Jan Arnošt († 1680) ∞ Anna Františka von Zobel                             |                     |                     |                     |                     |  |  |
|                                           |                                           |                                           |                                           | Jan Karel († 1695) ∞ Mechtilda von Fürth  | Jan Karel († 1695) ∞ Mechtilda von Fürth  | Jan Karel († 1695) ∞ Mechtilda von Fürth | Jan Karel († 1695) ∞ Mechtilda von Fürth | Jan Karel († 1695) ∞ Mechtilda von Fürth | Jan Karel († 1695) ∞ Mechtilda von Fürth |                             |                             |                                           |                                           |                                           |                                           |                                                     |                                                     |                                                     |                                                     | Zuzana Helena († 1720) ∞ Anton von Bedarides ∞ Adam von Schellard ∞ Václav Vrochyně ∞ Bohuslav Malovec | Zuzana Helena († 1720) ∞ Anton von Bedarides ∞ Adam von Schellard ∞ Václav Vrochyně ∞ Bohuslav Malovec | Zuzana Helena († 1720) ∞ Anton von Bedarides ∞ Adam von Schellard ∞ Václav Vrochyně ∞ Bohuslav Malovec | Zuzana Helena († 1720) ∞ Anton von Bedarides ∞ Adam von Schellard ∞ Václav Vrochyně ∞ Bohuslav Malovec | Zuzana Helena († 1720) ∞ Anton von Bedarides ∞ Adam von Schellard ∞ Václav Vrochyně ∞ Bohuslav Malovec | Zuzana Helena († 1720) ∞ Anton von Bedarides ∞ Adam von Schellard ∞ Václav Vrochyně ∞ Bohuslav Malovec |                                                          |                                                          |                                                                                 |                                                          |  |  |                               |                               |                               |                               | Dorota Kateřina († 1683) ∞ František z Frankenheimu | Dorota Kateřina († 1683) ∞ František z Frankenheimu | Dorota Kateřina († 1683) ∞ František z Frankenheimu | Dorota Kateřina († 1683) ∞ František z Frankenheimu | Dorota Kateřina († 1683) ∞ František z Frankenheimu     | Dorota Kateřina († 1683) ∞ František z Frankenheimu     |                                                         |                                                         |                                                         |                                                         |                                               |                                               |                                                                          |                                                                          |                                                                          |                                                                          | Jan Arnošt († 1680) ∞ Anna Františka von Zobel                             | Jan Arnošt († 1680) ∞ Anna Františka von Zobel                             | Jan Arnošt († 1680) ∞ Anna Františka von Zobel                             | Jan Arnošt († 1680) ∞ Anna Františka von Zobel                             | Jan Arnošt († 1680) ∞ Anna Františka von Zobel                             | Jan Arnošt († 1680) ∞ Anna Františka von Zobel                             |                     |                     |                     |                     |  |  |
|                                           |                                           |                                           |                                           |                                           |                                           |                                          |                                          |                                          |                                          |                             |                             |                                           |                                           |                                           |                                           |                                                     |                                                     |                                                     |                                                     | | | | | | |                                                          |                                                          |                                                                                 |                                                          |  |  |                               |                               |                               |                               |                                                     |                                                     |                                                     |                                                     |                                                         |                                                         |                                                         |                                                         |                                                         |                                                         |                                               |                                               |                                                                          |                                                                          |                                                                          |                                                                          |                                                                            |                                                                            |                                                                            |                                                                            |                                                                            |                                                                            |                     |                     |                     |                     |  |  |
|                                           |                                           |                                           |                                           |                                           |                                           |                                          |                                          |                                          |                                          |                             |                             |                                           |                                           |                                           |                                           |                                                     |                                                     |                                                     |                                                     | | | | | | |                                                          |                                                          |                                                                                 |                                                          |  |  |                               |                               |                               |                               |                                                     |                                                     |                                                     |                                                     |                                                         |                                                         |                                                         |                                                         |                                                         |                                                         |                                               |                                               |                                                                          |                                                                          |                                                                          |                                                                          |                                                                            |                                                                            |                                                                            |                                                                            |                                                                            |                                                                            |                     |                     |                     |                     |  |  |
| Zuzana Adléta ∞ Ferdinand Antonín Mladota | Zuzana Adléta ∞ Ferdinand Antonín Mladota | Zuzana Adléta ∞ Ferdinand Antonín Mladota | Zuzana Adléta ∞ Ferdinand Antonín Mladota | Zuzana Adléta ∞ Ferdinand Antonín Mladota | Zuzana Adléta ∞ Ferdinand Antonín Mladota |                                          |                                          | Jan František (1676 – 1752)              | Jan František (1676 – 1752)              | Jan František (1676 – 1752) | Jan František (1676 – 1752) | Jan František (1676 – 1752)               | Jan František (1676 – 1752)               |                                           |                                           | Václav Antonín (1678 – 1726) ∞ Kateřina Franchimont | Václav Antonín (1678 – 1726) ∞ Kateřina Franchimont | Václav Antonín (1678 – 1726) ∞ Kateřina Franchimont | Václav Antonín (1678 – 1726) ∞ Kateřina Franchimont | Václav Antonín (1678 – 1726) ∞ Kateřina Franchimont                                                    | Václav Antonín (1678 – 1726) ∞ Kateřina Franchimont                                                    | | | Helena Mechtilda (1681 – 1713) ∞ František Josef Mladota                                               | Helena Mechtilda (1681 – 1713) ∞ František Josef Mladota                                               | Helena Mechtilda (1681 – 1713) ∞ František Josef Mladota | Helena Mechtilda (1681 – 1713) ∞ František Josef Mladota | Helena Mechtilda (1681 – 1713) ∞ František Josef Mladota                        | Helena Mechtilda (1681 – 1713) ∞ František Josef Mladota |  |  | Josef Ferdinand (1684 – 1735) | Josef Ferdinand (1684 – 1735) | Josef Ferdinand (1684 – 1735) | Josef Ferdinand (1684 – 1735) | Josef Ferdinand (1684 – 1735)                       | Josef Ferdinand (1684 – 1735)                       |                                                     |                                                     | Barbora Františka (1686 – 1755) ∞ Antonín Josef Mladota | Barbora Františka (1686 – 1755) ∞ Antonín Josef Mladota | Barbora Františka (1686 – 1755) ∞ Antonín Josef Mladota | Barbora Františka (1686 – 1755) ∞ Antonín Josef Mladota | Barbora Františka (1686 – 1755) ∞ Antonín Josef Mladota | Barbora Františka (1686 – 1755) ∞ Antonín Josef Mladota |                                               |                                               | Jan Arnošt († 1765) ∞ Terezie Hartigová (bezdět.) ∞ Anna Marie Stařimská | Jan Arnošt († 1765) ∞ Terezie Hartigová (bezdět.) ∞ Anna Marie Stařimská | Jan Arnošt († 1765) ∞ Terezie Hartigová (bezdět.) ∞ Anna Marie Stařimská | Jan Arnošt († 1765) ∞ Terezie Hartigová (bezdět.) ∞ Anna Marie Stařimská | Jan Arnošt († 1765) ∞ Terezie Hartigová (bezdět.) ∞ Anna Marie Stařimská   | Jan Arnošt († 1765) ∞ Terezie Hartigová (bezdět.) ∞ Anna Marie Stařimská   |                                                                            |                                                                            | Jan Václav († 1698)                                                        | Jan Václav († 1698)                                                        | Jan Václav († 1698) | Jan Václav († 1698) | Jan Václav († 1698) | Jan Václav († 1698) |  |  |
| Zuzana Adléta ∞ Ferdinand Antonín Mladota | Zuzana Adléta ∞ Ferdinand Antonín Mladota | Zuzana Adléta ∞ Ferdinand Antonín Mladota | Zuzana Adléta ∞ Ferdinand Antonín Mladota | Zuzana Adléta ∞ Ferdinand Antonín Mladota | Zuzana Adléta ∞ Ferdinand Antonín Mladota |                                          |                                          | Jan František (1676 – 1752)              | Jan František (1676 – 1752)              | Jan František (1676 – 1752) | Jan František (1676 – 1752) | Jan František (1676 – 1752)               | Jan František (1676 – 1752)               |                                           |                                           | Václav Antonín (1678 – 1726) ∞ Kateřina Franchimont | Václav Antonín (1678 – 1726) ∞ Kateřina Franchimont | Václav Antonín (1678 – 1726) ∞ Kateřina Franchimont | Václav Antonín (1678 – 1726) ∞ Kateřina Franchimont | Václav Antonín (1678 – 1726) ∞ Kateřina Franchimont                                                    | Václav Antonín (1678 – 1726) ∞ Kateřina Franchimont                                                    | | | Helena Mechtilda (1681 – 1713) ∞ František Josef Mladota                                               | Helena Mechtilda (1681 – 1713) ∞ František Josef Mladota                                               | Helena Mechtilda (1681 – 1713) ∞ František Josef Mladota | Helena Mechtilda (1681 – 1713) ∞ František Josef Mladota | Helena Mechtilda (1681 – 1713) ∞ František Josef Mladota                        | Helena Mechtilda (1681 – 1713) ∞ František Josef Mladota |  |  | Josef Ferdinand (1684 – 1735) | Josef Ferdinand (1684 – 1735) | Josef Ferdinand (1684 – 1735) | Josef Ferdinand (1684 – 1735) | Josef Ferdinand (1684 – 1735)                       | Josef Ferdinand (1684 – 1735)                       |                                                     |                                                     | Barbora Františka (1686 – 1755) ∞ Antonín Josef Mladota | Barbora Františka (1686 – 1755) ∞ Antonín Josef Mladota | Barbora Františka (1686 – 1755) ∞ Antonín Josef Mladota | Barbora Františka (1686 – 1755) ∞ Antonín Josef Mladota | Barbora Františka (1686 – 1755) ∞ Antonín Josef Mladota | Barbora Františka (1686 – 1755) ∞ Antonín Josef Mladota |                                               |                                               | Jan Arnošt († 1765) ∞ Terezie Hartigová (bezdět.) ∞ Anna Marie Stařimská | Jan Arnošt († 1765) ∞ Terezie Hartigová (bezdět.) ∞ Anna Marie Stařimská | Jan Arnošt († 1765) ∞ Terezie Hartigová (bezdět.) ∞ Anna Marie Stařimská | Jan Arnošt († 1765) ∞ Terezie Hartigová (bezdět.) ∞ Anna Marie Stařimská | Jan Arnošt († 1765) ∞ Terezie Hartigová (bezdět.) ∞ Anna Marie Stařimská   | Jan Arnošt († 1765) ∞ Terezie Hartigová (bezdět.) ∞ Anna Marie Stařimská   |                                                                            |                                                                            | Jan Václav († 1698)                                                        | Jan Václav († 1698)                                                        | Jan Václav († 1698) | Jan Václav († 1698) | Jan Václav († 1698) | Jan Václav († 1698) |  |  |
|                                           |                                           |                                           |                                           |                                           |                                           |                                          |                                          |                                          |                                          |                             |                             |                                           |                                           |                                           |                                           |                                                     |                                                     |                                                     |                                                     | | | | | | |                                                          |                                                          |                                                                                 |                                                          |  |  |                               |                               |                               |                               |                                                     |                                                     |                                                     |                                                     |                                                         |                                                         |                                                         |                                                         |                                                         |                                                         |                                               |                                               |                                                                          |                                                                          |                                                                          |                                                                          |                                                                            |                                                                            |                                                                            |                                                                            |                                                                            |                                                                            |                     |                     |                     |                     |  |  |
|                                           |                                           |                                           |                                           |                                           |                                           |                                          |                                          |                                          |                                          |                             |                             |                                           |                                           |                                           |                                           |                                                     |                                                     |                                                     |                                                     | | | | | | |                                                          |                                                          |                                                                                 |                                                          |  |  |                               |                               |                               |                               |                                                     |                                                     |                                                     |                                                     |                                                         |                                                         |                                                         |                                                         |                                                         |                                                         |                                               |                                               |                                                                          |                                                                          |                                                                          |                                                                          |                                                                            |                                                                            |                                                                            |                                                                            |                                                                            |                                                                            |                     |                     |                     |                     |  |  |
|                                           |                                           |                                           |                                           |                                           |                                           |                                          |                                          |                                          |                                          |                             |                             | Anna Antonie († 1769) ∞ Jan Josef Wiežnik | Anna Antonie († 1769) ∞ Jan Josef Wiežnik | Anna Antonie († 1769) ∞ Jan Josef Wiežnik | Anna Antonie († 1769) ∞ Jan Josef Wiežnik | Anna Antonie († 1769) ∞ Jan Josef Wiežnik           | Anna Antonie († 1769) ∞ Jan Josef Wiežnik           |                                                     |                                                     | Jan František (1717 – 1740) ∞ Anna Marie Robmhápová                                                    | Jan František (1717 – 1740) ∞ Anna Marie Robmhápová                                                    | Jan František (1717 – 1740) ∞ Anna Marie Robmhápová                                                    | Jan František (1717 – 1740) ∞ Anna Marie Robmhápová                                                    | Jan František (1717 – 1740) ∞ Anna Marie Robmhápová                                                    | Jan František (1717 – 1740) ∞ Anna Marie Robmhápová                                                    |                                                          |                                                          |                                                                                 |                                                          |  |  |                               |                               |                               |                               |                                                     |                                                     |                                                     |                                                     |                                                         |                                                         |                                                         |                                                         | Marie Josefa (1742 – 1802) ∞ Arnošt Jan Goltz           | Marie Josefa (1742 – 1802) ∞ Arnošt Jan Goltz           | Marie Josefa (1742 – 1802) ∞ Arnošt Jan Goltz | Marie Josefa (1742 – 1802) ∞ Arnošt Jan Goltz | Marie Josefa (1742 – 1802) ∞ Arnošt Jan Goltz                            | Marie Josefa (1742 – 1802) ∞ Arnošt Jan Goltz                            |                                                                          |                                                                          | Marie Anna (1746 – 16. 12. 1789) ∞ Antonín Jan Václav Vratislav z Mitrovic | Marie Anna (1746 – 16. 12. 1789) ∞ Antonín Jan Václav Vratislav z Mitrovic | Marie Anna (1746 – 16. 12. 1789) ∞ Antonín Jan Václav Vratislav z Mitrovic | Marie Anna (1746 – 16. 12. 1789) ∞ Antonín Jan Václav Vratislav z Mitrovic | Marie Anna (1746 – 16. 12. 1789) ∞ Antonín Jan Václav Vratislav z Mitrovic | Marie Anna (1746 – 16. 12. 1789) ∞ Antonín Jan Václav Vratislav z Mitrovic |                     |                     |                     |                     |  |  |
|                                           |                                           |                                           |                                           |                                           |                                           |                                          |                                          |                                          |                                          |                             |                             | Anna Antonie († 1769) ∞ Jan Josef Wiežnik | Anna Antonie († 1769) ∞ Jan Josef Wiežnik | Anna Antonie († 1769) ∞ Jan Josef Wiežnik | Anna Antonie († 1769) ∞ Jan Josef Wiežnik | Anna Antonie († 1769) ∞ Jan Josef Wiežnik           | Anna Antonie († 1769) ∞ Jan Josef Wiežnik           |                                                     |                                                     | Jan František (1717 – 1740) ∞ Anna Marie Robmhápová                                                    | Jan František (1717 – 1740) ∞ Anna Marie Robmhápová                                                    | Jan František (1717 – 1740) ∞ Anna Marie Robmhápová                                                    | Jan František (1717 – 1740) ∞ Anna Marie Robmhápová                                                    | Jan František (1717 – 1740) ∞ Anna Marie Robmhápová                                                    | Jan František (1717 – 1740) ∞ Anna Marie Robmhápová                                                    |                                                          |                                                          |                                                                                 |                                                          |  |  |                               |                               |                               |                               |                                                     |                                                     |                                                     |                                                     |                                                         |                                                         |                                                         |                                                         | Marie Josefa (1742 – 1802) ∞ Arnošt Jan Goltz           | Marie Josefa (1742 – 1802) ∞ Arnošt Jan Goltz           | Marie Josefa (1742 – 1802) ∞ Arnošt Jan Goltz | Marie Josefa (1742 – 1802) ∞ Arnošt Jan Goltz | Marie Josefa (1742 – 1802) ∞ Arnošt Jan Goltz                            | Marie Josefa (1742 – 1802) ∞ Arnošt Jan Goltz                            |                                                                          |                                                                          | Marie Anna (1746 – 16. 12. 1789) ∞ Antonín Jan Václav Vratislav z Mitrovic | Marie Anna (1746 – 16. 12. 1789) ∞ Antonín Jan Václav Vratislav z Mitrovic | Marie Anna (1746 – 16. 12. 1789) ∞ Antonín Jan Václav Vratislav z Mitrovic | Marie Anna (1746 – 16. 12. 1789) ∞ Antonín Jan Václav Vratislav z Mitrovic | Marie Anna (1746 – 16. 12. 1789) ∞ Antonín Jan Václav Vratislav z Mitrovic | Marie Anna (1746 – 16. 12. 1789) ∞ Antonín Jan Václav Vratislav z Mitrovic |                     |                     |                     |                     |  |  |
|                                           |                                           |                                           |                                           |                                           |                                           |                                          |                                          |                                          |                                          |                             |                             |                                           |                                           |                                           |                                           |                                                     |                                                     |                                                     |                                                     | | | | | | |                                                          |                                                          |                                                                                 |                                                          |  |  |                               |                               |                               |                               |                                                     |                                                     |                                                     |                                                     |                                                         |                                                         |                                                         |                                                         |                                                         |                                                         |                                               |                                               |                                                                          |                                                                          |                                                                          |                                                                          |                                                                            |                                                                            |                                                                            |                                                                            |                                                                            |                                                                            |                     |                     |                     |                     |  |  |
|                                           |                                           |                                           |                                           |                                           |                                           |                                          |                                          |                                          |                                          |                             |                             |                                           |                                           |                                           |                                           |                                                     |                                                     |                                                     |                                                     | | | | | | |                                                          |                                                          |                                                                                 |                                                          |  |  |                               |                               |                               |                               |                                                     |                                                     |                                                     |                                                     |                                                         |                                                         |                                                         |                                                         |                                                         |                                                         |                                               |                                               |                                                                          |                                                                          |                                                                          |                                                                          |                                                                            |                                                                            |                                                                            |                                                                            |                                                                            |                                                                            |                     |                     |                     |                     |  |  |
|                                           |                                           |                                           |                                           |                                           |                                           |                                          |                                          |                                          |                                          |                             |                             |                                           |                                           |                                           |                                           | Jan Nepomuk (1739 – 1822) ∞ Marie Viktorie Deymová  | Jan Nepomuk (1739 – 1822) ∞ Marie Viktorie Deymová  | Jan Nepomuk (1739 – 1822) ∞ Marie Viktorie Deymová  | Jan Nepomuk (1739 – 1822) ∞ Marie Viktorie Deymová  | Jan Nepomuk (1739 – 1822) ∞ Marie Viktorie Deymová                                                     | Jan Nepomuk (1739 – 1822) ∞ Marie Viktorie Deymová                                                     | | | Arnošt Jan (1740 – 30. 12. 1792) ∞ Marie Josefa z Goltzů                                               | Arnošt Jan (1740 – 30. 12. 1792) ∞ Marie Josefa z Goltzů                                               | Arnošt Jan (1740 – 30. 12. 1792) ∞ Marie Josefa z Goltzů | Arnošt Jan (1740 – 30. 12. 1792) ∞ Marie Josefa z Goltzů | Arnošt Jan (1740 – 30. 12. 1792) ∞ Marie Josefa z Goltzů                        | Arnošt Jan (1740 – 30. 12. 1792) ∞ Marie Josefa z Goltzů |  |  |                               |                               |                               |                               |                                                     |                                                     |                                                     |                                                     |                                                         |                                                         |                                                         |                                                         |                                                         |                                                         |                                               |                                               |                                                                          |                                                                          |                                                                          |                                                                          |                                                                            |                                                                            |                                                                            |                                                                            |                                                                            |                                                                            |                     |                     |                     |                     |  |  |
|                                           |                                           |                                           |                                           |                                           |                                           |                                          |                                          |                                          |                                          |                             |                             |                                           |                                           |                                           |                                           | Jan Nepomuk (1739 – 1822) ∞ Marie Viktorie Deymová  | Jan Nepomuk (1739 – 1822) ∞ Marie Viktorie Deymová  | Jan Nepomuk (1739 – 1822) ∞ Marie Viktorie Deymová  | Jan Nepomuk (1739 – 1822) ∞ Marie Viktorie Deymová  | Jan Nepomuk (1739 – 1822) ∞ Marie Viktorie Deymová                                                     | Jan Nepomuk (1739 – 1822) ∞ Marie Viktorie Deymová                                                     | | | Arnošt Jan (1740 – 30. 12. 1792) ∞ Marie Josefa z Goltzů                                               | Arnošt Jan (1740 – 30. 12. 1792) ∞ Marie Josefa z Goltzů                                               | Arnošt Jan (1740 – 30. 12. 1792) ∞ Marie Josefa z Goltzů | Arnošt Jan (1740 – 30. 12. 1792) ∞ Marie Josefa z Goltzů | Arnošt Jan (1740 – 30. 12. 1792) ∞ Marie Josefa z Goltzů                        | Arnošt Jan (1740 – 30. 12. 1792) ∞ Marie Josefa z Goltzů |  |  |                               |                               |                               |                               |                                                     |                                                     |                                                     |                                                     |                                                         |                                                         |                                                         |                                                         |                                                         |                                                         |                                               |                                               |                                                                          |                                                                          |                                                                          |                                                                          |                                                                            |                                                                            |                                                                            |                                                                            |                                                                            |                                                                            |                     |                     |                     |                     |  |  |

### Větev z Golčova Jeníkova - významní členové
- Günther z Goltze - v roce 1603 přijat za obyvatele Moravy,[3] strýc Martina Maxmiliána z Goltze
- Reinhart z Goltze - v roce 1620 zvolen moravským válečným komisařem, později sloužil v císařském vojsku,[3] strýc Martina Maxmiliána z Goltze
- Martin Maxmilián z Goltze - plukovních v císařských službách ve třicetileté válce, od císaře Ferdinanda II. obdržel zkonfiskované město Jeníkov, přejmenované později na Golčův Jeníkov.[4]
- Kryštof Jindřich z Goltze - švédský plukovník, roku 1643 byl zastřelen císařskými[4]
- Jáchym Rüdiger z Goltze - po vestfálském míru vstoupil do francouzských vojenských služeb[4]